# Список предметов корейской одежды
Список традиционных предметов корейской одежды.

## Ханбок
| Фото | Описание | Фото | Описание                                                                                 |
| ---- | --- | ---- | ---------------------------------------------------------------------------------------- |
|      | Паджи́ — мешковатые штаны |      | Чхима́ — юбка для ханбока                                                                 |
|      | Тани — церемониальный жакет периода Чосон                                                                                           |      | Вонсам — платье с длинными рукавами, которое носили знатные корейцы, короли и придворные |
|      | Топхо́ — вид пальто пхо́ |      | Турумаги — женское и мужское пальто, вид «пхо».                                          |
|      | Гарот — вид ханбока, рабочая ежедневная одежда                                                                                      |      | Хакчханги — халат конфуцианских учёных                                                   |
|      | Хварот — свадебная одежда |      | Чогори́ — верхная часть ханбока, жакет                                                    |
|      | Чокки́ — куртка, безрукавка |      | Чонбо́к — жакет, который носили военные                                                   |
|      | Ккачхи турумаги — детское пальто, которое надевали на праздник соллаль                                                              |      | Магоджа — куртка                                                                         |
|      | Сагюсам — тип пхо́, который мальчики носили до церемонии совершеннолетия                                                             |      | Сэктон — любой ханбок, сшитый в технике лоскутного шитья                                 |
|      | Тынгори (든고리) — рабочая безрукавка, в середине-конце XX века на ней появились накладные карманы пуговицы фабричного производства |      | Чамбэньи — рабочие штаны до колен                                                        |
|      | Пэджа́ — зимняя безрукавка, зачастую отороченная мехом                                                                               |      |                                                                                          |

## Головные уборы
| Фото |                                                                | Фото | Описание |
| ---- | -------------------------------------------------------------- | ---- | --- |
|      | Аям — зимняя женская шапочка                                   |      | Панго́н[уточнить] — мужской головной убор |
|      | Понгоджи — головной убор военных и дворян-янбан низшего класса |      | Поккон — мужской головной убор из чёрной ткани |
|      | Чхэк — мужской головной убор времён Трёх царств                |      | Тэсу — самая сложная корейская причёска. Ее носили королевы или императрицы во время коронации либо особых церемониальных случаев. |
|      | Качхе — парик                                                  |      | Кат — шляпа |
|      | Гулле — детская шапочка                                        |      | Хого́н — расшитая детская шапочка |
|      | Хвагван — свадебная шапочка                                    |      | Иксонгва́н — головной убор, который носили короли работали при дворе по государственным делам. |
|      | Чано́т — закрывающая лицо женская одежда времён династии Чосон  |      | Чонджагват — мужская шляпа знати |
|      | Чонмо — женская шляпа                                          |      | Чобави — женская шёлковая зимняя шапочка |
|      | Чоктури — корейская женская корона                             |      | Намбави — зимняя шапка |
|      | Пунчха — шапка-ушанка                                          |      | Танго́н — волосяная шляпа, тип корейского традиционного головного убора, который носили мужчины под большой официальной шляпой-кат. Обычно изготавливался из окрашенного конского или коровьего волоса. Ремесленников, специализирующихся на изготовлении шляп-тангон, называли тангеончжа́н. |
|      | Сатка́т — коническая шляпа                                      |      | Тхончхонгва́н (кор. 통천관) — высокая шапка |
|      | Янгван — мужская церемониальная шляпа                          |      | Варёнгва́н (кор. 와룡관) — головной убор высокопоставленных чиновников |

## Обувь
| Фото |                                                     | Фото | Описание |
| ---- | --------------------------------------------------- | ---- | --- |
|      | Посон — носки для ханбока                           |      | Гомуси́н — резиновые туфли |
|      | Хва — сапоги                                        |      | Джипсин — соломенные сандалии |
|      | Намаксин — деревянные башмаки, носились в непогоду. |      | Качжуксин — поршни, кожаная обувь. Носились преимущественно на севере Кореи.                                                           |
|      | Митхури́ — сандалии из конопли.                      |      | Хе — женская обувь. Хе (혜) существует в нескольких разновидностях: бунтухе́ (분투혜), тэсанхе́ (태사혜), данхе́ (당혜), and унхэ́ (운혜). |

## Аксессуары
| Фото |                                                        | Фото | Описание                                                                                            |
| ---- | ------------------------------------------------------ | ---- | --------------------------------------------------------------------------------------------------- |
|      | Пэтсси́ — украшение в причёску маленьких девочек        |      | Пинё — крупная декоративная шпилька, заколка для волос, с утолщением или украшением с одной стороны |
|      | Чопчи́ — серебряная шпилька                             |      | Дэнги — лента, вплетаемая в косу                                                                    |
|      | Кванси́к — украшение, прикрепляемое на короны или шляпы |      | Норигэ — украшение на корым (лента, которой завязывается ханбок)                                    |
|      | Двиккоджи — вид шпильки                                |      | |